# Die Brücke von Argenteuil und die Seine

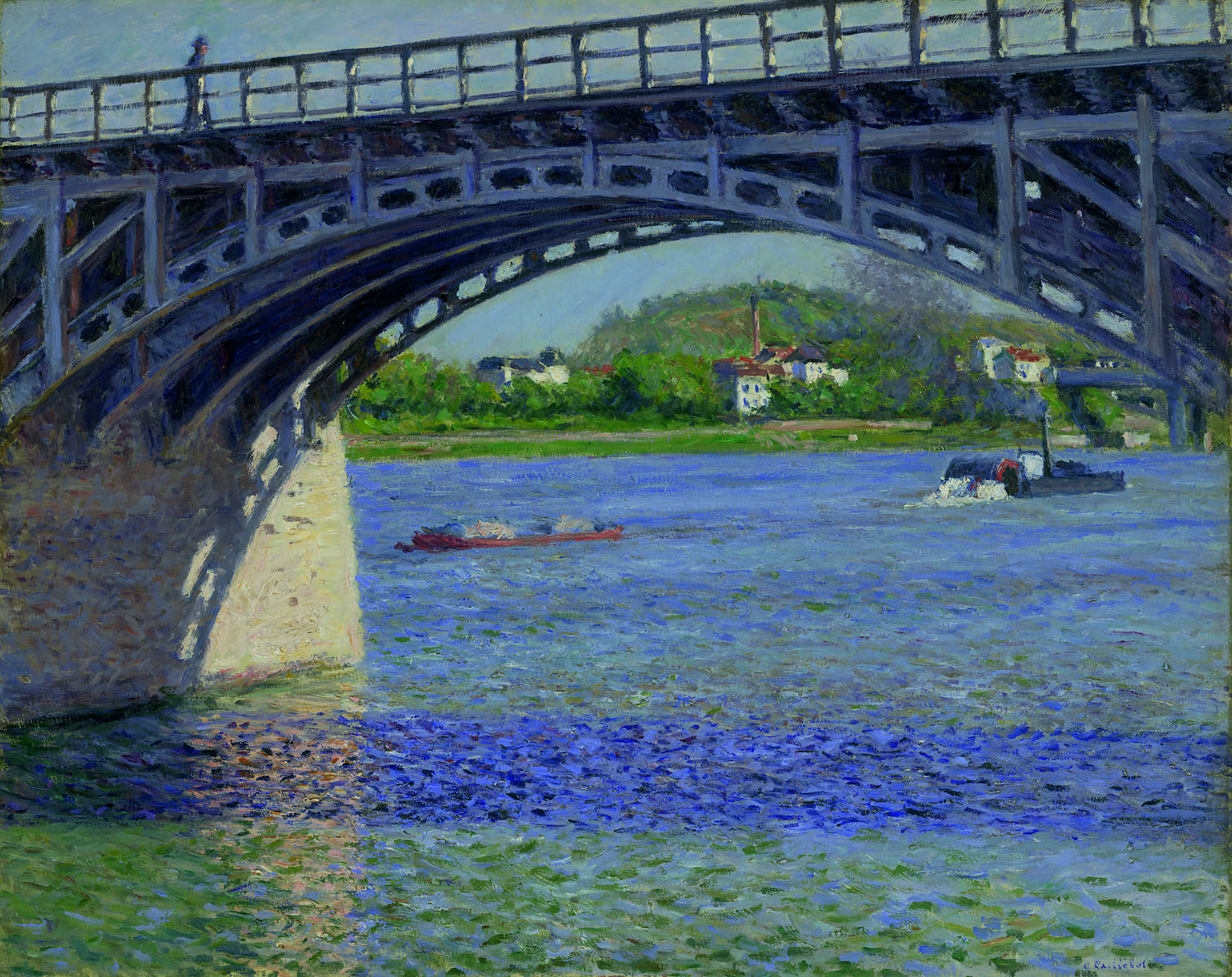
Die Brücke von Argenteuil und die Seine
Gustave Caillebotte, um 1883–1885
65 × 82 cm
Öl auf Leinwand
Sammlung Hasso Plattner, Dauerleihgabe im Museum Barberini, Potsdam

Die Brücke von Argenteuil und die Seine (französisch Le pont d’Argenteuil et la Seine) ist der Titel eines Landschaftsgemäldes des französischen Malers Gustave Caillebotte. Das um 1883–1885 in Öl auf Leinwand gemalte Bild hat eine Höhe von 65 cm und eine Breite von 82 cm. Es zeigt die Seine mit einem Blick durch einen Brückenbogen der Pont d’Argenteuil auf den Ort Argenteuil und die umgebende Landschaft. Das Bild befindet sich als Teil der Sammlung Hasso Plattner als Dauerleihgabe im Museum Barberini in Potsdam.

## Bildbeschreibung
Das Gemälde Die Brücke von Argenteuil und die Seine ist ein Landschaftsbild. Der Blick geht durch einen Brückenbogen der Pont d’Argenteuil über die Seine hin zum gegenüberliegenden Ufer mit dem Ort Argenteuil. Die Wasseroberfläche bestimmt große Teile der unteren Bildhälfte und grenzt an den linken, rechten und unteren Bildrand. Der genaue Standort des Malers bleibt dadurch unklar, da ein Bezugspunkt  – etwa am unteren Bildrand – fehlt. Bei der Darstellung des Wassers finden sich im Vordergrund kurze Pinselstriche in Grün, Blau, Orange und Grau, die eine leichte Wellenbewegung mit gekräuseltem Wasser kennzeichnen. Am gegenüberliegenden Ufer wirkt das Wasser durch langgezogene horizontale blaue Pinselstriche ruhiger. Auf dem Fluss ist rechts ein dunkelgrauer Raddampfschlepper stromaufwärts in Bewegung. Sein rötliches Schaufelrad am Heck erzeugt eine weiße Gischt, aus dem Schornstein in der Schiffsmitte steigt ein grauer Rauch empor. Der Schlepper zieht einen rotbraunen Lastkahn mit unbestimmter heller Ladung hinter sich her, der sich links unweit des Brückenpfeilers befindet.
Ungewöhnlich in diesem Bild ist die Darstellung der Brücke. Caillebotte zeigt das Bauwerk mit seinen sieben Bögen nicht aus der Distanz, wie es die Seine überspannt und in die Landschaft eingebunden ist. Stattdessen hat er die Brücke ausschnitthaft aus der Nähe dargestellt und den Blickwinkel in „theatralischer Perspektive“ von unten auf die Konstruktion gerichtet. Links ist ein vom Bildrand angeschnittener einzelner Brückenpfeiler aus Stein zu sehen, auf dem fünf hintereinander gestaffelte Eisenbögen lagern. Sie reichen über die gesamte Leinwand und stoßen auf den rechten Bildrand, bevor sie auf einen weiteren stützenden Brückenpfeiler treffen. Zu dieser gewagten Bildkomposition merkte der Kunsthistoriker Paul Hayes Tucker an, dass die Eisenbögen nur gehalten werden durch den „Glauben an die Existenz eines Pfeilers jenseits des Rahmens und unser Vertrauen in Caillebottes Kunst“.
Die Brücke hat Caillebotte sehr detailreich wiedergegeben. Die äußeren Bögen sind durch Aussparungen im blaugrauen Metall gekennzeichnet, während die Perforation bei den inneren Bögen fehlt. Ein Strebenfachwerk mit vertikalen und diagonalen Stützen verbindet diese Bögen mit der auf Querverbindungen liegenden Fahrbahn. Der Schatten der Fahrbahn ist unter der Brücke als breiter dunkler Streifen auf der Wasseroberfläche zu sehen. Auch auf dem Brückenpfeiler rechts zeichnet sich deutlich ein Schatten ab: Während der vordere Teil des Pfeilers dunkel gehalten ist, leuchtet der hintere Teil in heller Farbgebung. Am Übergang zwischen hell und dunkel wirft der perforierte hintere Eisenbogen sein markantes Muster auf die Steinoberfläche. Die diagonal nach rechts auf den oberen Bildrand zulaufende Brücke wird von einem Geländer begrenzt, das sich deutlich vom wolkenlosen blauen Himmel abhebt. Auf der Brücke ist die Silhouette eines Fußgängers zu sehen, der größtenteils vom Geländer verdeckt wird. Seine Kleidung und sein Hut heben ihn farblich kaum vom Brückengeländer ab. Durch seine im Verhältnis zur Brücke kleine Erscheinung verdeutlicht er die imposante Größe des Bauwerks.
Der Brückenbogen rahmt die Landschaft am gegenüberliegenden Ufer. Höchste natürliche Erhebung ist dort der grün bewachsene Hügel Butte d’Orgemont, dessen Scheitelpunkt mit dem des Brückenbogens harmoniert. Auf dem Hügel ist der Mühlenturm der Moulin d’Orgemont angedeutet. Etwas links unterhalb ragt ein hoher Fabrikschornstein aus einer Häusergruppe im Zentrum von Argenteuil heraus. Zwei weitere Häusergruppen finde sich links und rechts hiervon, getrennt durch Baumgruppen oder andere Vegetation. Kontrastreich heben sich die weißen Hauswände von den roten oder dunkelgrauen Dächern ab. Vor den Häusern verläuft ein bräunlicher Uferweg entlang der Seine. Er unterquert rechts die flussaufwärts die Seine querende Eisenbahnbrücke von Argenteuil, deren erstes Pfeilerpaar am rechten Bildrand erscheint.
Caillebotte verbindet in diesem Bild die Natur der Landschaft im Tal der Seine mit den Zeichen der Industrialisierung. Der Bogen der Brücke nimmt die Form des Hügels auf, der Fluss ist natürlicher Wasserweg und dient gleichzeitig als Verkehrsader, Brücken aus Eisen und Schornsteine zeugen vom technischen Fortschritt und sind doch eingebunden in eine farbenreiche Natur an einem lichtdurchfluteten Sommertag in der Île-de-France. Das Bild ist unten rechts mit G. Caillebotte signiert.

## Datierung des Gemäldes
Es ist nicht bekannt, wann genau Caillebotte das Gemälde Die Brücke von Argenteuil und die Seine schuf. Nach Caillebottes Tod wurde das Bild 1894 in einer Ausstellung seiner Werke in der Galerie Durand-Ruel gezeigt und auf das Jahr 1885 datiert. Dieser zeitlichen Einordnung schloss sich die Caillebotte-Expertin Marie Berhaut in dem von ihr verfassten Werkverzeichnis an und auch der Kunsthistoriker Michel Laclotte ging von 1885 als Entstehungsdatum aus. Kirk Varnedoe datierte das Bild vage „um 1880-1885“. Andere Publikationen gehen von einer Entstehung „um 1883“ aus oder legen sich exakt auf das Jahr 1883 fest, ohne hierfür Gründe zu nennen.

## Die Seine in Argenteuil als Motiv impressionistischer Malerei
Argenteuil liegt etwa elf Kilometer westlich von Paris. Seit 1831 gibt es hier eine Straßenbrücke über die Seine und seit 1851 verbindet die Eisenbahn den Vorort mit der Hauptstadt. Dies hatte nicht nur einen Anstieg der Einwohner zur Folge, sondern es ließen sich hier auch erste Industrieunternehmen nieder. Caillebotte verdeutlicht dies im Gemälde Die Brücke von Argenteuil und die Seine durch den Fabrikschornstein in der Mitte des Ortes. Für die Pariser Bevölkerung war Argenteuil ein Ort des Freizeitvergnügens. Neben Wochenendausflüglern, die am Ufer flanierten und Gartenlokale aufsuchten, kamen zahlreiche Segelsportler in den Ort. Sie nutzten die optimalen Bedingungen für ihren Sport, da die Seine hier breiter und tiefer ist, als an anderen Stellen des Pariser Umlandes. 1867 fanden hier Segelwettkämpfe im Rahmen der Pariser Weltausstellung statt und der angesehene Pariser Segelclub Club Cercle de la Voile, dem Gustave Caillebotte seit 1876 angehörte,  hatte seine Liegeplätze in Argenteuil.
In den 1870er Jahren kamen die Maler des Impressionismus in den Ort. Claude Monet lebte hier von 1871 bis 1878 und wählte die Landschaft der Umgebung und die Segelboote auf der Seine wiederholt als Motiv für seine Bilder. Andere Maler besuchten ihn und schufen hier ebenfalls Landschaftsansichten. Alfred Sisley kam 1873 und 1874 nach Argenteuil, gefolgt von Pierre-Auguste Renoir und Édouard Manet, die 1874 zu Gast bei Monet waren. All diese Maler waren einige Jahre älter als Caillebotte und hatten entsprechend früher mit der Malerei begonnen. Caillebotte kannte Monet spätestens seit 1876, als beide in der zweiten Gruppenausstellung der Impressionisten in Paris ausstellten. In dieser Ausstellung war neben anderen Werken Monets auch das Gemälde Regatta in Argenteuil von 1872 (Musée d’Orsay, Paris) zu sehen, das Caillebotte im selben Jahr für seine Sammlung erwarb. Caillebotte kannte demnach spätestens ab 1876 Argenteuil als Segelrevier und als Motiv impressionistischer Malerei. In seinen eigenen Bildern wählte er Argenteuil als Motiv hingegen erst Jahre später, als Monet hier bereits nicht mehr lebte.

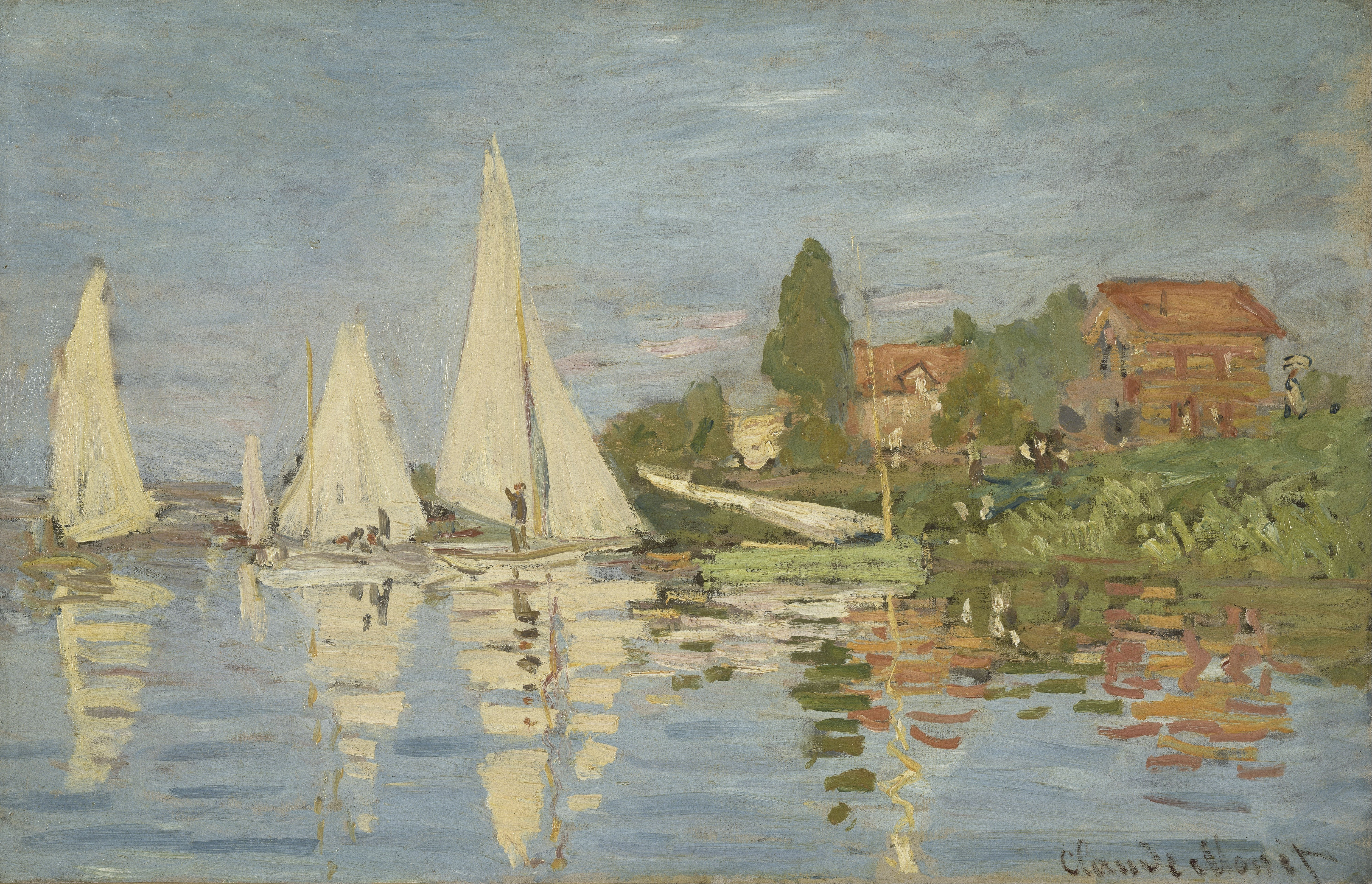
Claude Monet: Regatta in Argenteuil, 1872
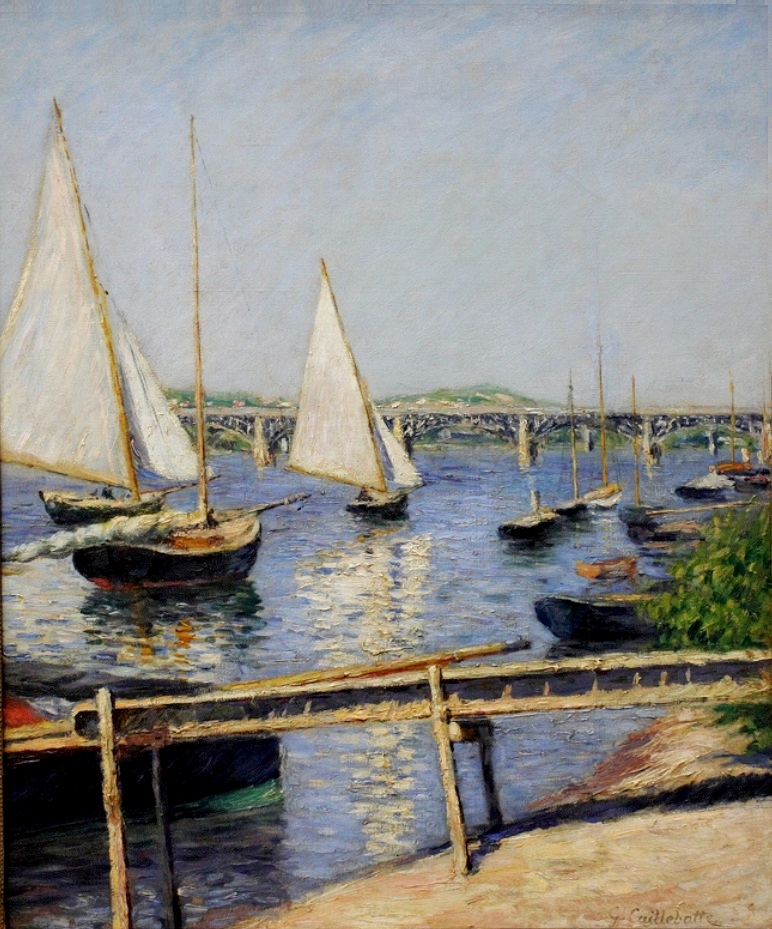
Gustave Caillebotte: Segelboote in Argenteuil, um 1888

Gustave Caillebotte kaufte zusammen mit seinem Bruder Martial 1881 ein Haus in Petit Gennevilliers, einer Siedlung direkt gegenüber von Argenteuil. Einer der Gründe hierfür war seine Begeisterung für den Segelsport. Gustave Caillebotte hatte in Argenteuil bereits Regatten gesegelt und die Lage des Hauses direkt am Fluss bedeutete für ihn einen kurzen Weg zu seinen Booten, die von einer nahe gelegenen Werft nach seinen Plänen gebaut wurden. Das um 1888 entstandene Gemälde Segelboote in Argenteuil (Musée d’Orsay, Paris) zeigt anschaulich das Ufer von Petit Gennevilliers mit einer Reihe von Booten auf dem Wasser und im Hintergrund die Straßenbrücke von Argenteuil, von der ein Brückenbogen im Gemälde Die Brücke von Argenteuil und die Seine zu sehen ist.
Die beiden Brücken über die Seine, die nach der Zerstörung im Krieg von 1870/71 gerade wieder aufgebaut waren, gehörten zum wiederkehrenden Motiv der Maler des Impressionismus. Monet malte 1874, dem Jahr der ersten Impressionistenausstellung, zwei Ansichten der Straßenbrücke, die Caillebotte sicher kannte und die ihm möglicherweise als Vorbilder dienten. Im Bild Seinebrücke von Argenteuil (Neue Pinakothek, München) zeigt Monet die Straßenbrücke von der Seite mit Segelschiffen im Vordergrund. Monet wählte hier, wie später auch Caillebotte, ausschnitthaft einen Brückenbogen, durch den der Hügel von Orgemont und der Ort Argenteuil zu sehen sind. Monet befand sich jedoch in größerer Entfernung zur Brücke und sein Standort ist durch Grasbüschel am unteren Bildrand eindeutig am Ufer auszumachen. Bei Monet ruht der Brückenbogen ausgewogen auf zwei Pfeilern und es fehlt eine ungewöhnliche Perspektive, wie sie später Caillebotte wählte. In Monets Die Brücke von Argenteuil (National Gallery of Art, Washington, D.C.) ist der Maler dichter an die Brücke gerückt. Es zeigt den Blick über die Seine zum anderen Ufer parallel zur Brücke mit einem Mauthäuschen als Endpunkt. Hier findet sich im Ansatz eine Untersicht auf die Brücke, die sich aber, anders als in Caillebottes Bild, harmonisch am Rand des Gemäldes in die Landschaft einfügt.
Als Caillebotte das Gemälde Die Brücke von Argenteuil und die Seine begann, kannte er die Werke Monets aus dessen Zeit in Argenteuil. Diese dienten ihm möglicherweise als Vorbild, aber er kopierte sie nicht. Als Standort für seinen Blick auf die Brückenkonstruktion wählte Caillebotte vermutlich ein auf der Seine schwimmendes Bootshaus, das er 1883 im Gemälde Der Ponton von Argenteuil (Privatsammlung) festhielt. Caillebottes Blickwinkel war möglicherweise auch von zeitgenössischen Fotografien beeinflusst. So gibt es eine Reihe von Brückenansichten, die Auguste Hippolyte Collard seit den 1850er Jahren fotografierte. In seiner Ablichtung der Pariser Pont de Grenelle von 1875/76 finden sich beispielhaft zahlreiche Details der Brückenkonstruktion in Untersicht, wie sie auch bei Caillebottes später entstandenem Gemälde zu sehen sind. Um 1885–1887 malte Caillebotte in Die Eisenbahnbrücke von Argenteuil (Brooklyn Museum, New York City) erneut ein Brückenmotiv in Untersicht, das aber deutlich skizzenhafter ausgeführt ist als das Gemälde Die Brücke von Argenteuil und die Seine.

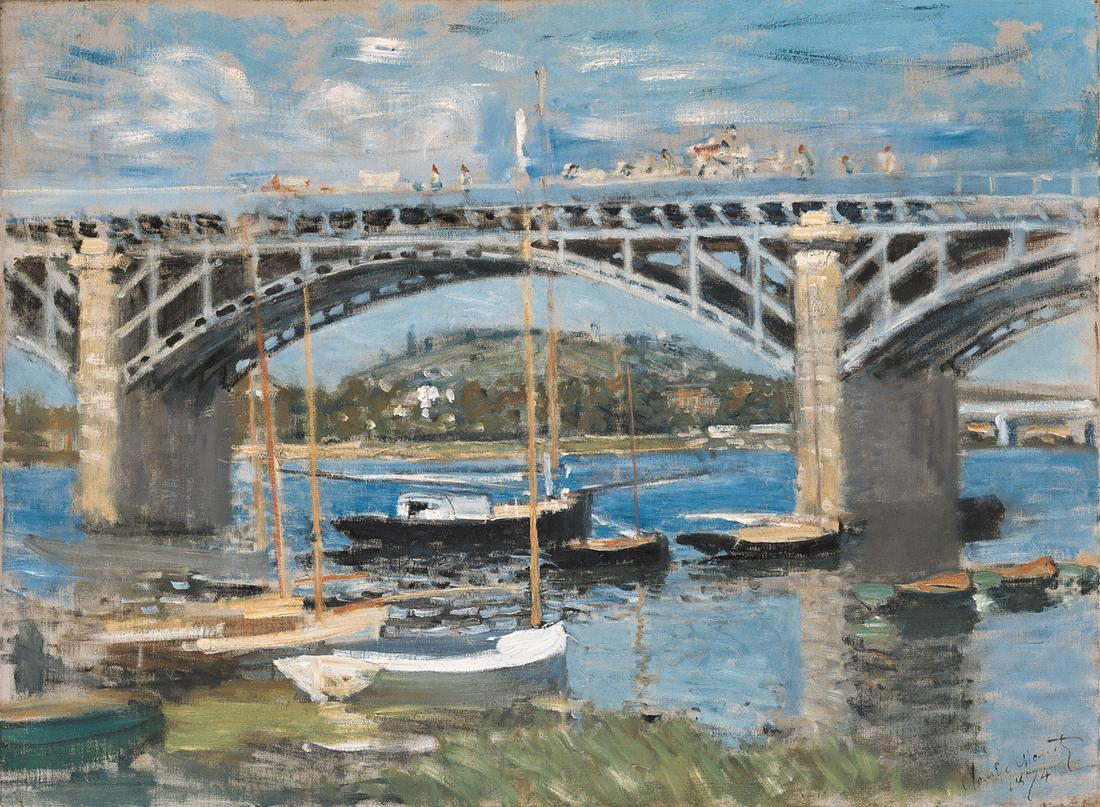
Claude Monet: Seinebrücke von Argenteuil, 1874
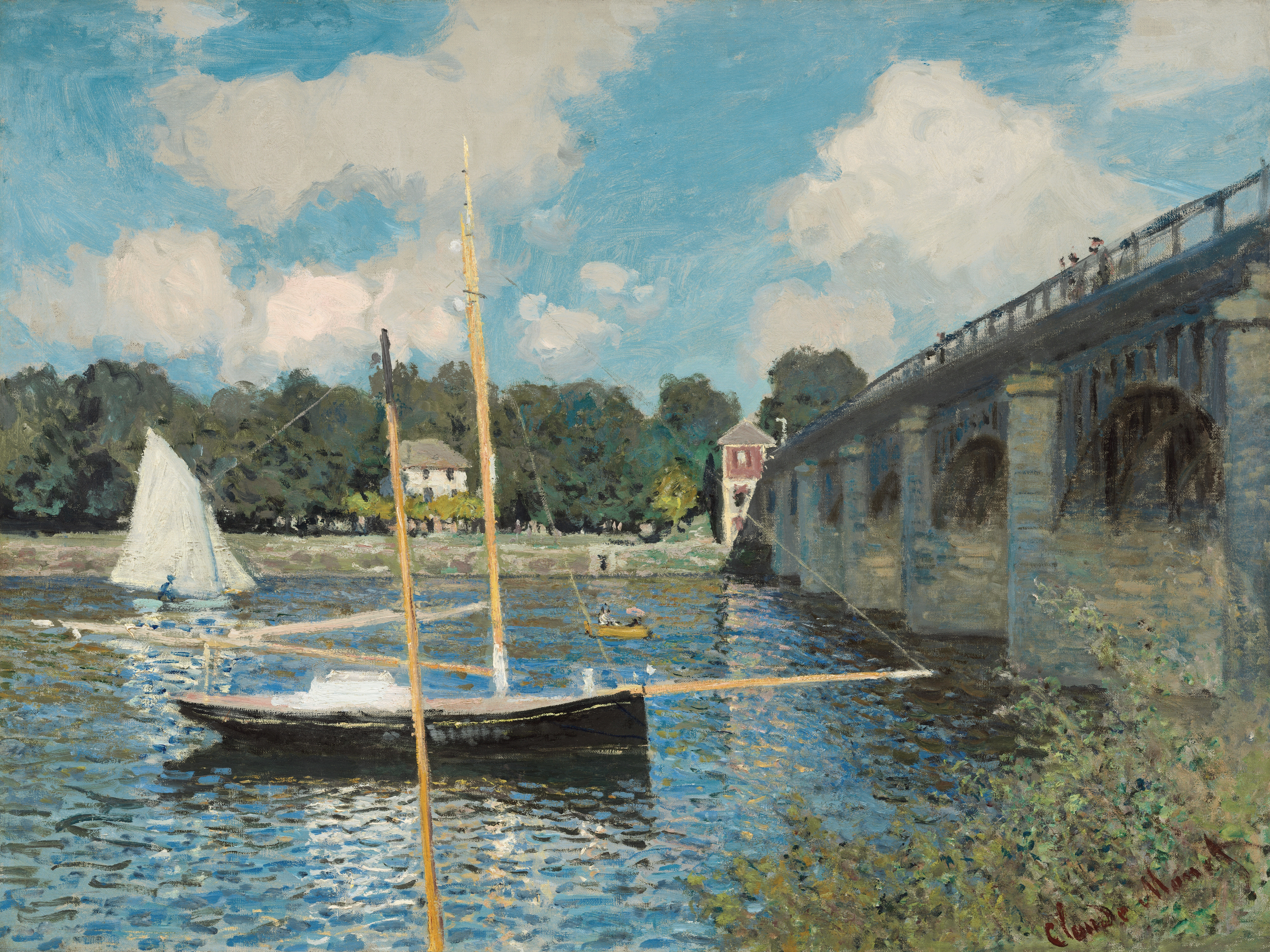
Claude Monet: Die Brücke von Argenteuil, 1874
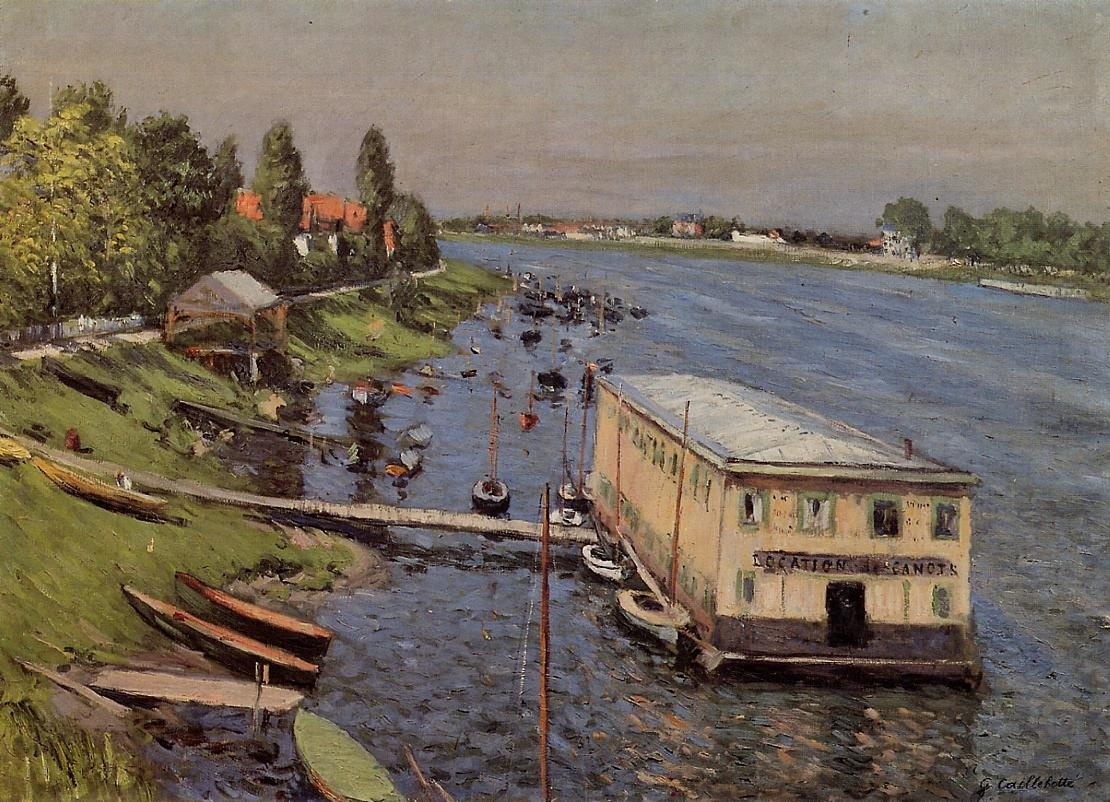
Gustave Caillebotte: Der Ponton von Argenteuil, 1883
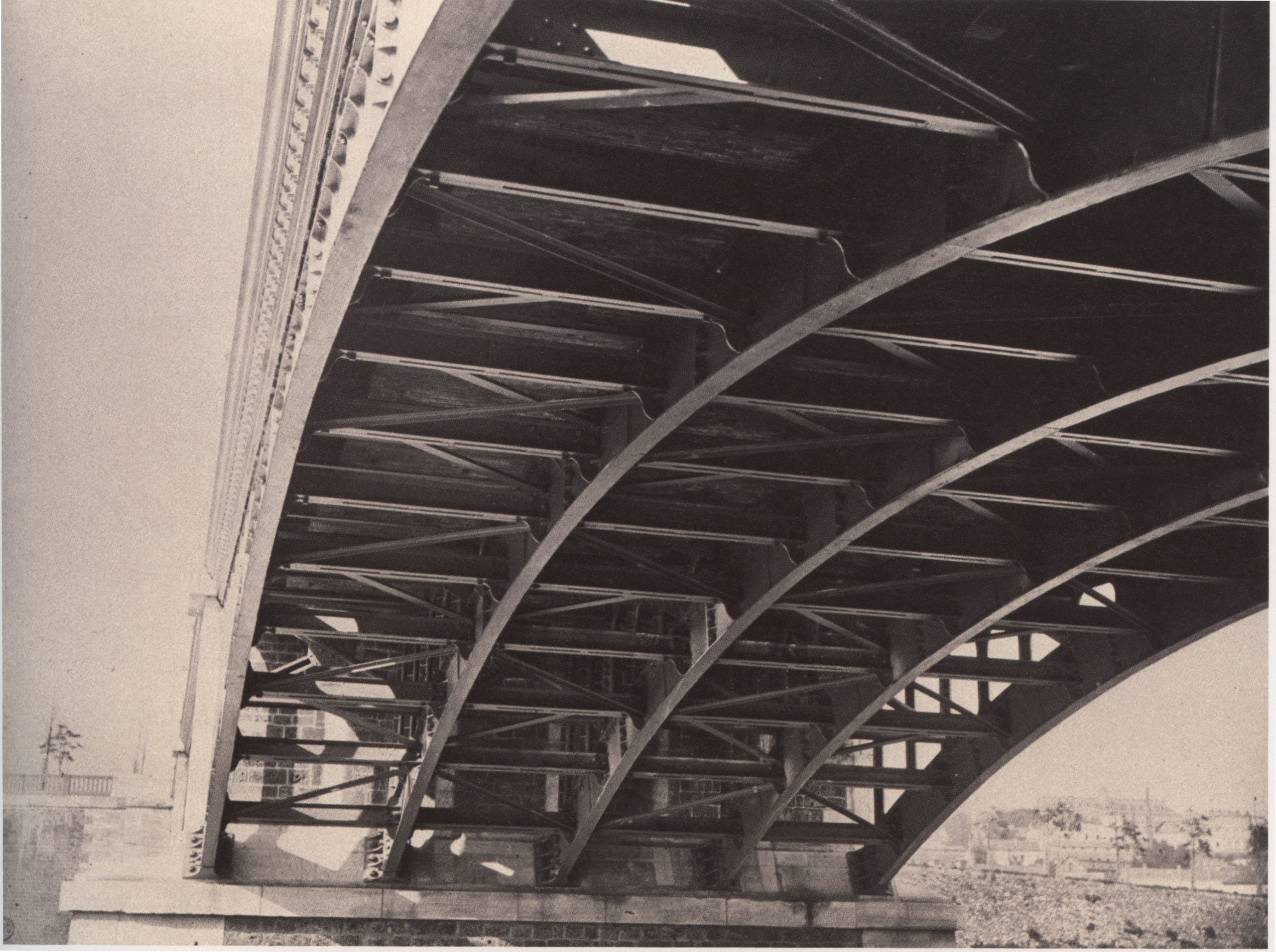
Auguste-Hippolyte Collard: Pont de Grenelle, Paris, Fotografie von 1875/1876
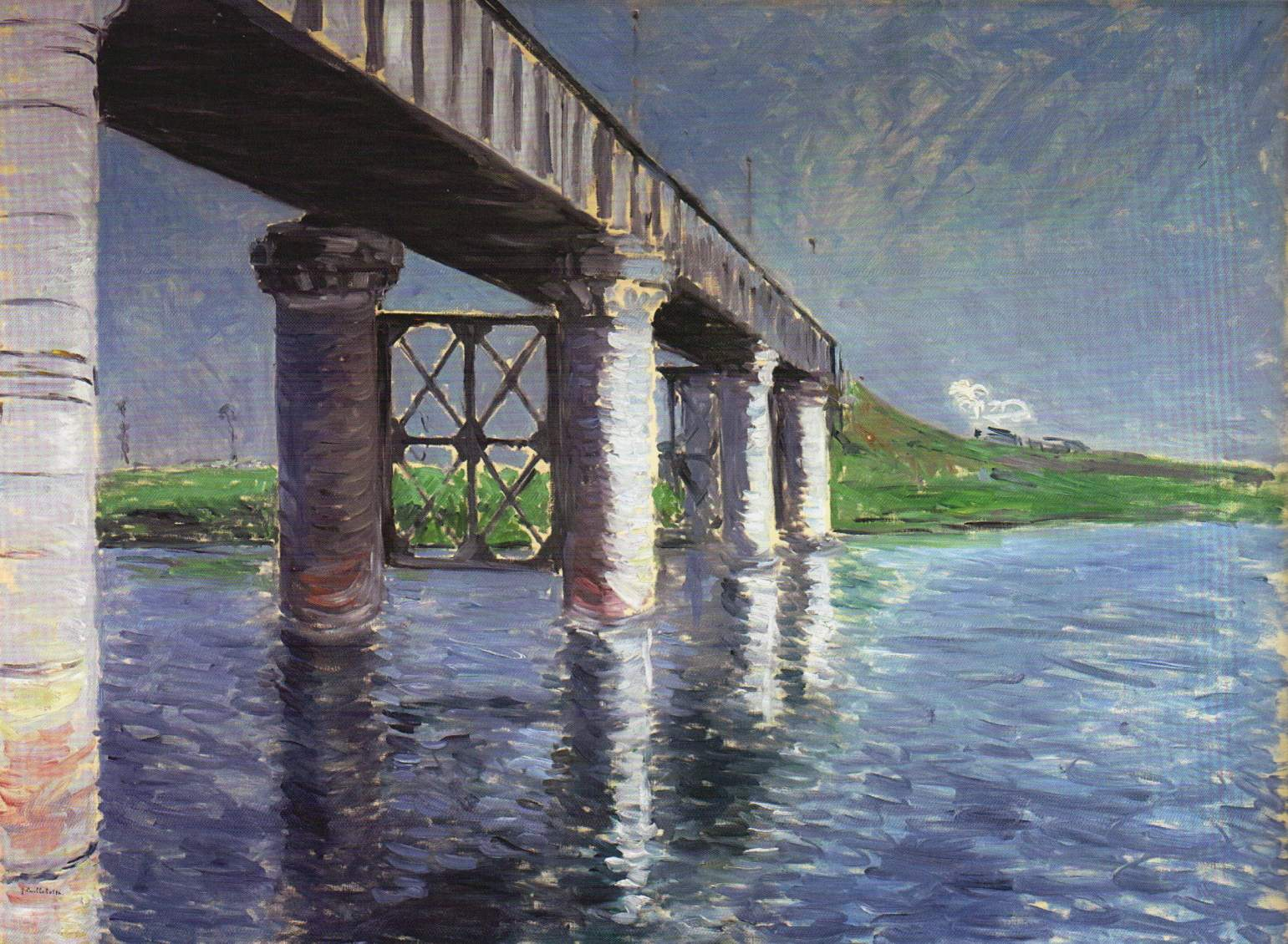
Gustave Caillebotte: Die Eisenbahnbrücke von Argenteuil, um 1885–1887

## Provenienz

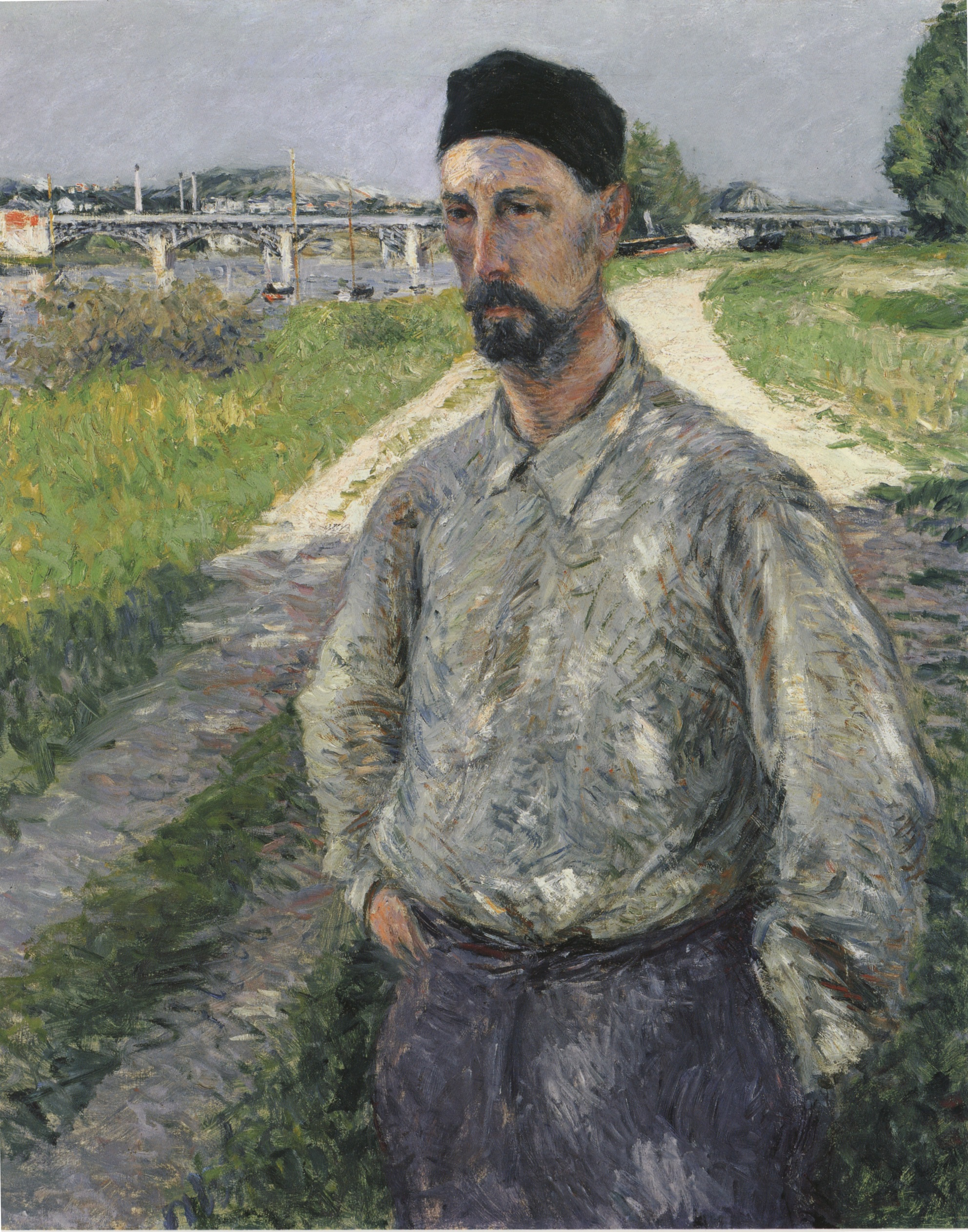
Gustave Caillebotte: Porträt Eugène Lamy, um 1889

Das Gemälde Die Brücke von Argenteuil und die Seine befand sich ab etwa 1885 im Besitz von Eugène Lamy. Er gehörte zu Caillebottes Pariser Freundeskreis und hatte das Bild möglicherweise als Geschenk erhalten. Monet malte seinen Freund Lamy am Ufer der Seine (Porträt Eugène Lamy, Privatsammlung), bei dem im Hintergrund ebenfalls die Straßenbrücke von Argenteuil zu sehen ist. 1894 erwarb der Sammler Edmond Décap das Gemälde Die Brücke von Argenteuil und die Seine und zahlte hierfür 1500 Franc. Lamy besaß eine bedeutende Sammlung mit Werken des Impressionismus, darunter mehrere Werke von Degas, Monet und Renoir. Durch Erbschaft ging das Gemälde Die Brücke von Argenteuil und die Seine zunächst in die Sammlung Depeaux-Décap über und gelangte danach in den Besitz von Maurice Barret-Décap. Dessen Sammlung wurde am 12. Dezember 1929 im Pariser Auktionshaus Hôtel Drouot versteigert, darunter als Los-Nr. 2 das Gemälde Die Brücke von Argenteuil und die Seine. Anschließend befand sich das Bild einige Jahre in der Sammlung des Diamantenhändlers Myran Eknayan. Über die Pariser Galerie Brame & Lorenceau kam das Werk am 10. Juli 1963 in den Besitz des Schweizer Sammlers Samuel Josefowitz, der über mehrere Jahre eine umfangreiche Kunstsammlung aufgebaut hatte, in der sich unter anderem einige Werke von Gustave Caillebotte befanden. Am 6. November 2008 wurde das Gemälde in der New Yorker Filiale des Auktionshauses Christie’s versteigert und ging für 8.482.500 US-Dollar an einen unbekannten Käufer. Drei Jahre später, am 2. November 2011, kam das Gemälde in der New Yorker Filiale des Auktionshauses Sotheby’s erneut zur Versteigerung. Für einen Verkaufspreis von 18.002.500 US-Dollar erwarb das Bild ein ebenfalls ungenannter Käufer. Das Gemälde wurde 2017 in der Ausstellung Impressionismus. Die Kunst der Landschaft im Museum Barberini in Potsdam gezeigt und diente dort als Werbebild für den Katalog und Plakate. Die Zeitung Handelsblatt spekulierte deshalb, das Gemälde Die Brücke von Argenteuil und die Seine sei Teil der Privatsammlung von Hasso Plattner. Seit 2020 wird das Bild als Teil der Sammlung Hasso Plattner als Dauerleihgabe im Museum Barberini ausgestellt.